# Cité d'Antin
Cité d'Antin je soukromá ulice v Paříži. Nachází se v 9. obvodu. Budovy, které ji obklopují, jsou chráněny jako historická památka.

## Poloha
Ulice vede od křižovatky s Rue de Provence a končí u Rue La Fayette. Ulice je orientována z jihu na sever.

## Historie
Cité d'Antin bylo otevřeno v roce 1829 na místě bývalého paláce Montesson postavený pro madame de Montesson, milenku Ludvíka Filipa Orleánského.

## Název
Ulice získala svůj název díky sousedství s Rue de la Chaussée-d'Antin, která byla pojmenována po bývalém paláci hôtel d'Antin.

## Významné stavby
- dům č. 7: bývalé sídlo Fédération française de rugby union
- dům č. 31: bývalý nevěstinec, který otevřel Théophile Bader, spoluzakladatel obchodního domu Galeries Lafayette

## Zajímavost
Pro film Strach nad městem se zde točila scéna, ve které komisař Letellier (Jean-Paul Belmondo) a inspektor Moissac (Charles Denner) jdou navštívit Germaine Tillon (Rosy Varte), která zde bydlí.